# قرار مجلس الأمن التابع للأمم المتحدة رقم 532
قرار مجلس الأمن التابع ل الأمم المتحدة 532، المعتمد ب الإجماع في 31 مايو 1983، بعد الاستماع إلى تقرير الأمين العام، وإعادة تأكيد القرارات 301 (1971) و385 (1976) و431 (1978) و432 (1978) و435 (1978) و439 (1978)، أدان المجلس استمرار احتلال جنوب أفريقيا لناميبيا، التي تعرف باسم جنوب غرب أفريقيا.
ودعا القرار جنوب أفريقيا إلى تقديم التزامات ثابتة لصالح استقلال ناميبيا، بما في ذلك الأحكام المتعلقة بإجراء انتخابات حرة ونزيهة، عملا بالقرار 435. كما طلبت إلى الأمين العام أن يقدم تقريرًا عن نتائج المشاورات في موعد أقصاه 31 أغسطس 1983.